# Оржибе
Оржибе́ (фр. Orgibet) — коммуна во Франции, находится в регионе Окситания. Департамент коммуны — Арьеж. Входит в состав кантона Кастийон-ан-Кузеран. Округ коммуны — Сен-Жирон.
Код INSEE коммуны — 09219.

## Население
Население коммуны на 2008 год составляло 171 человек.
| 1962 | 1968 | 1975 | 1982 | 1990 | 1999 | 2008 |
| ---- | ---- | ---- | ---- | ---- | ---- | ---- |
| 260  | 263  | 177  | 164  | 144  | 164  | 171  |

## Экономика
В 2007 году среди 99 человек в трудоспособном возрасте (15—64 лет) 58 были экономически активными, 41 — неактивными (показатель активности — 58,6 %, в 1999 году было 59,8 %). Из 58 активных работали 45 человек (27 мужчин и 18 женщин), безработных было 13 (7 мужчин и 6 женщин). Среди 41 неактивных 8 человек были учащимися или студентами, 16 — пенсионерами, 17 были неактивными по другим причинам.